# Li Zheng (saltador)
Li Zheng –en chino, 李政– (25 de mayo de 2000) es un deportista chino que compite en saltos. Ganó una medalla de oro en el Campeonato Mundial de Natación de 2017, en la prueba de trampolín 3 m sincronizado mixto.

## Palmarés internacional
| Campeonato Mundial | Campeonato Mundial | Campeonato Mundial | Campeonato Mundial         |
| Año                | Lugar              | Medalla            | Prueba                     |
| ------------------ | ------------------ | ------------------ | -------------------------- |
| 2017               | Budapest (Hungría) | Medalla de oro     | Trampolín 3 m sincro mixto |